# Murray Baron
Pour les articles homonymes, voir Baron.
Murray McElwain Roy Baron (né le 1er juin 1967 à Prince George dans la province de la  Colombie-Britannique, au Canada) est un joueur professionnel retraité de hockey sur glace ayant évolué dans la Ligue nationale de hockey.  

## Carrière
Réclamé en huitième ronde par les Flyers de Philadelphie lors du repêchage de 1986 alors qu'il joue dans la Ligue de hockey de la Colombie-Britannique, Murray Baron rejoint la saison suivante l'université du Dakota du Nord et s'aligne pour leur club, les Fihting Sioux, avec qui il remporte le titre nationale de la NCAA au terme de cette dite saison.
À la suite de trois saisons au niveau universitaire, il devient joueur professionnel en 1989 en s'alignant avec le club affilié au Flyers dans la Ligue américaine de hockey, les Bears de Hershey. Il partage ses deux premières années chez les pro entre les Bears et le grand club avant de se voir être échangé à l'aube de la saison 1991-1992 aux Blues de Saint-Louis en retour notamment de Rod Brind'Amour.
Il s'établit avec les Blues comme étant un pilier à la défensive du club et ce, durant les cinq saisons à venir. Il partage par la suite la saison 1995-1996 entre les Blues, les Canadiens de Montréal et les Coyotes de Phoenix puis se joint en tant qu'agent libre à l'été 1998 au Canucks de Vancouver. Il passe cinq saisons avec les Canucks avant de revenir au Blues en 2003 pour disputer sa dernière saison en tant que joueur actif.

## Statistiques
Pour les significations des abréviations, voir Statistiques du hockey sur glace.
| Saison     | Équipe                         | Ligue      |     | Saison régulière | Saison régulière | Saison régulière | Saison régulière | Saison régulière |   | Séries éliminatoires | Séries éliminatoires | Séries éliminatoires | Séries éliminatoires | Séries éliminatoires |
| Saison     | Équipe                         | Ligue      | PJ  | B                | A                | Pts              | Pun              | PJ               | B | A                    | Pts                  | Pun                  |                      |                      |
| 1984-1985  | Lakers de Vernon               | LHCB       | 37  | 7                | 9                | 14               | 93               | 13               | 5 | 6                    | 11                   | 107                  |                      |                      |
| 1985-1986  | Lakers de Vernon               | LHCB       | 46  | 12               | 32               | 44               | 179              | 7                | 1 | 2                    | 3                    | 13                   |                      |                      |
| 1986-1987  | Fighting Sioux de North Dakota | WCHA       | 41  | 4                | 10               | 14               | 62               |                  |   |                      |                      |                      |                      |                      |
| 1987-1988  | Fighting Sioux de North Dakota | WCHA       | 41  | 1                | 10               | 11               | 95               |                  |   |                      |                      |                      |                      |                      |
| 1988-1989  | Fighting Sioux de North Dakota | WCHA       | 40  | 2                | 6                | 8                | 92               |                  |   |                      |                      |                      |                      |                      |
| 1988-1989  | Bears de Hershey               | LAH        | 9   | 0                | 3                | 3                | 8                |                  |   |                      |                      |                      |                      |                      |
| 1989-1990  | Flyers de Philadelphie         | LNH        | 16  | 2                | 2                | 4                | 12               |                  |   |                      |                      |                      |                      |                      |
| 1989-1990  | Bears de Hershey               | LAH        | 50  | 0                | 10               | 10               | 101              |                  |   |                      |                      |                      |                      |                      |
| 1990-1991  | Flyers de Philadelphie         | LNH        | 67  | 8                | 8                | 16               | 74               |                  |   |                      |                      |                      |                      |                      |
| 1990-1991  | Bears de Hershey               | LAH        | 6   | 2                | 3                | 5                | 0                |                  |   |                      |                      |                      |                      |                      |
| 1991-1992  | Blues de Saint-Louis           | LNH        | 67  | 3                | 8                | 11               | 94               | 2                | 0 | 0                    | 0                    | 2                    |                      |                      |
| 1992-1993  | Blues de Saint-Louis           | LNH        | 53  | 2                | 2                | 4                | 59               | 11               | 0 | 0                    | 0                    | 12                   |                      |                      |
| 1993-1994  | Blues de Saint-Louis           | LNH        | 77  | 5                | 9                | 14               | 123              | 4                | 0 | 0                    | 0                    | 10                   |                      |                      |
| 1994-1995  | Blues de Saint-Louis           | LNH        | 39  | 0                | 5                | 5                | 93               | 7                | 1 | 1                    | 2                    | 2                    |                      |                      |
| 1995-1996  | Blues de Saint-Louis           | LNH        | 82  | 2                | 9                | 11               | 190              | 13               | 1 | 0                    | 1                    | 20                   |                      |                      |
| 1996-1997  | Blues de Saint-Louis           | LNH        | 11  | 0                | 2                | 2                | 11               |                  |   |                      |                      |                      |                      |                      |
| 1996-1997  | Canadiens de Montréal          | LNH        | 60  | 1                | 5                | 6                | 107              |                  |   |                      |                      |                      |                      |                      |
| 1996-1997  | Coyotes de Phoenix             | LNH        | 8   | 0                | 0                | 0                | 4                | 1                | 0 | 0                    | 0                    | 0                    |                      |                      |
| 1997-1998  | Coyotes de Phoenix             | LNH        | 45  | 1                | 5                | 6                | 106              | 6                | 0 | 2                    | 2                    | 6                    |                      |                      |
| 1998-1999  | Canucks de Vancouver           | LNH        | 81  | 2                | 6                | 8                | 115              |                  |   |                      |                      |                      |                      |                      |
| 1999-2000  | Canucks de Vancouver           | LNH        | 81  | 2                | 10               | 12               | 67               |                  |   |                      |                      |                      |                      |                      |
| 2000-2001  | Canucks de Vancouver           | LNH        | 82  | 3                | 8                | 11               | 63               | 4                | 0 | 0                    | 0                    | 0                    |                      |                      |
| 2001-2002  | Canucks de Vancouver           | LNH        | 61  | 1                | 6                | 7                | 68               | 6                | 0 | 1                    | 1                    | 10                   |                      |                      |
| 2002-2003  | Canucks de Vancouver           | LNH        | 78  | 2                | 4                | 6                | 62               | 14               | 0 | 4                    | 4                    | 10                   |                      |                      |
| 2003-2004  | Blues de Saint-Louis           | LNH        | 80  | 1                | 5                | 6                | 61               | 5                | 0 | 0                    | 0                    | 6                    |                      |                      |
| Totaux LNH | Totaux LNH                     | Totaux LNH | 988 | 35               | 94               | 129              | 1 309            | 73               | 2 | 8                    | 10                   | 78                   |                      |                      |

## Transaction en carrière
- 1986; réclamé par les Flyers de Philadelphie (8e choix de l'équipe, 167e au total).
- 22 septembre 1991; échangé par les Flyers avec Ron Sutter aux Blues de Saint-Louis en retour de Dan Quinn et Rod Brind'Amour.
- 29 octobre 1996; échangé par les Blues avec Shayne Corson et le choix de cinquième ronde des Blues au repêchage de 1997 (les Canadiens réclamèrent Gennady Razin) aux Canadiens de Montréal en retour de Pierre Turgeon, Rory Fitzpatrick et Craig Conroy.
- 18 mars 1997; échangé par les Canadiens avec Chris Murray aux Coyotes de Phoenix en retour de Dave Manson.
- 14 juillet 1998; signe à titre d'agent libre avec les Canucks de Vancouver.
- 5 septembre 2003; signe à titre d'agent libre avec les Blues de Saint-Louis.

## Référence
1. 1 2  (en) « Murray Baron hockey statistics & profile », sur The Internet Hockey Database
2. ↑  (en) Historique du joueur sur legendsofhockey.net
3. ↑  « Murray Baron - Statistiques », sur www.nhl.com.